# Вер (гірнича міра)
Вер — давня німецька гірнича міра, що має в довжину 14, а в ширину 7 лахтерів, з перемноження цих чисел складе 98 квадратних лахтерів. Використовувалася також у феодальному володінні землею.
Наводимо уривок з праці Георга Агріколи De Re Metallica (1556 р.), який саме присвячений опису гірничих мір «вера», «лена» і «лахтера» та їх співвіднесення в часи пізнього Середньовіччя:
| З множення лахтера виходять один, два, три або більше ленів, причому один такий погонний лен дорівнює 7 лахтерам . ... подвійний квадратний лен або так званий "вер", що має в довжину 14, а в ширину 7 лахтерів, з перемноження цих чисел складе 98 квадратних лахтерів. |